# Pokrzywnica (Śrem)
Pour les articles homonymes, voir Pokrzywnica.
Pokrzywnica (prononciation : [pɔkʂɨvˈnit͡sa], en allemand : Nesselrode) est un village polonais de la gmina de Dolsk dans le powiat de Śrem de la voïvodie de Grande-Pologne dans le centre-ouest de la Pologne.
Il se situe à environ 3 kilomètres au sud-est de Dolsk (siège de la gmina), à 15 kilomètres au sud-est de Śrem (siège du powiat) et à 50 kilomètres au sud de Poznań (capitale régionale).

## Histoire
De 1975 à 1998, le village faisait partie du territoire de la voïvodie de Poznań.

Depuis 1999, Pokrzywnica est situé dans la voïvodie de Grande-Pologne.
Le village possède une population de 110 habitants.